# Occidryas cottlei
Occidryas cottlei är en fjärilsart som beskrevs av Gunder 1928. Occidryas cottlei ingår i släktet Occidryas och familjen praktfjärilar. Inga underarter finns listade i Catalogue of Life.